# Entoloma parkensis
Entoloma parkensis är en svampart som först beskrevs av Elias Fries, och fick sitt nu gällande namn av Machiel Evert ("Chiel") Noordeloos 1979. Entoloma parkensis ingår i släktet Entoloma och familjen Entolomataceae.  Artens status i Sverige är: Osäker förekomst. Inga underarter finns listade i Catalogue of Life.